# Cratere Le Verrier (Luna)
Le Verrier è un cratere lunare di 20,52 km situato nella parte nord-occidentale della faccia visibile della Luna.
Il cratere è dedicato all'astronomo francese Urbain Le Verrier.

## Crateri correlati
Alcuni crateri minori situati in prossimità di Le Verrier sono convenzionalmente identificati, sulle mappe lunari, attraverso una lettera associata al nome.
| Le Verrier | Coordinate            | Diametro (in km) |
| ---------- | --------------------- | ---------------- |
| A          | 38°10′12″N 17°19′12″W | 4,11             |
| B          | 40°11′24″N 12°52′48″W | 4,84             |
| D          | 39°44′24″N 12°21′00″W | 8,74             |
| E          | 42°25′12″N 17°00′36″W | 6,5              |
| S          | 38°57′36″N 20°40′12″W | 2,32             |
| T          | 39°52′12″N 20°44′24″W | 3,47             |
| U          | 37°15′36″N 13°10′48″W | 3,23             |
| V          | 37°49′48″N 14°17′24″W | 3,23             |
| W          | 39°23′24″N 13°58′48″W | 3,25             |
| X          | 41°36′00″N 12°09′36″W | 2,71             |